# Izeta
Izeta je žensko osebno ime.

## Izvor imena
Ime Izeta je izpeljano iz moškega osebnega imena Izet.

## Pogostost imena
Po podatkih Statističnega urada Republike Slovenije je bilo na dan 31. decembra 2007 v Sloveniji število ženskih oseb z imenom Izeta: 94.